# Ståle Sandbech
Ståle Sandbech (født 3. juni 1993 i Bærum, Akershus) er en norsk snowboarder, der repræsenterer  BSK Snowboard. 
Han deltog i sit første vinter-OL som 16-årig. Det var i Vancouver i 2010, hvor han blev den yngste mandelige deltager for Norge ved et vinter-OL og den samlet set den yngste siden Sonja Henie i 1928. Han beskrev det selv som noget "ganske vilt". Han kom ikke videre fra kvalifikationsrunden i halfpipe ved legene.
Som 20-årig var han igen med ved OL, denne gang i Sotji, hvor han stillede op i slopestyle. Han opnåede 27,00 point i første gennemløb, men i andet gennemløb nåede han 91,75 point, hvilket var nok til sølv efter Sage Kotsenburg fra USA med 93,50 point, mens canadieren Mark McMorris med 88,75 point tog tredjepladsen. Det blev Norges første medalje ved vinterlegene. Det var første gang, at slopestyle var en del OL-programmet.
Han var igen med ved vinter-OL 2018 i Pyeongchang, hvor han først stillede op i Slopestyle. Her blev det til en fjerdeplads, mens han i Big Air endte på en sekstendeplads.

## OL
| OL-resultater  | OL-resultater  | OL-resultater  | OL-resultater  | OL-resultater  | OL-resultater  | OL-resultater  | OL-resultater  |
| Vinter-OL 2010 | Vinter-OL 2010 | Vinter-OL 2014 | Vinter-OL 2014 | Vinter-OL 2018 | Vinter-OL 2018 | Vinter-OL 2022 | Vinter-OL 2022 |
| -------------- | -------------- | -------------- | -------------- | -------------- | -------------- | -------------- | -------------- |
| Disciplin      | Placering      | Disciplin      | Placering      | Disciplin      | Placering      | Disciplin      | Placering      |
| Halfpipe       | 30. plads      | Slopestyle     | 2. plads       | Slopestyle     | 4. plads       | Slopestyle     | 11. plads      |
| Halfpipe       | 30. plads      | Slopestyle     | 2. plads       | Big Air        | 16. plads      | Big Air        | 16. plads      |